# Марцин Коморовський
Марцин Коморовський (пол. Marcin Komorowski, нар. 17 квітня 1984, Паб'яніце) — польський футболіст, лівий захисник російського клубу «Терек» і національної збірної Польщі.

## Клубна кар'єра
У дорослому футболі дебютував 2002 року виступами за команду клубу ПТК з рідного міста Паб'яніце. Протягом наступних трьох років грав за низку інших нижчолігових польських команд. 
2006 року уклав контракт з клубом ГКС (Белхатув), до основного складу команди якого, утім, пробитися не зміг. Протягом 2007-2008 років провів по півроку в командах ЛКС (Лодзь), «Заглемб'є» (Сосновець) та «Полонія» (Битом).
На початку 2009 року став гравцем одного з грандів польського футболу, варшавської «Легії», з якою уклав контракт на 3,5 роки. Відіграв за команду з Варшави три сезони своєї ігрової кар'єри.
За півроку до завершення контракту з «Легією», на початку 2012, перейшов за 450 тисяч євро до російського «Терека». Влітку 2014 року подовжив контракт із грозненським клубом ще на два роки, після чого завершив кар'єру.

## Виступи за збірну
2008 року дебютував в офіційних матчах у складі національної збірної Польщі. Наразі провів у формі головної команди країни 13 матчів, забивши 1 гол.

## Титули і досягнення
- Володар Кубка Польщі (2):

«Легія» (Варшава): 2011, 2012